# Novokrasne, Rozdilna
Novokrasne (în ucraineană Новокрасне) este un sat în comuna Stepanivka din raionul Rozdilna, regiunea Odesa, Ucraina.

## Demografie
Componența lingvistică a localității Novokrasne
     Ucraineană (73,96%)
     Rusă (18,6%)
     Română (7,22%)
Conform recensământului din 2001, majoritatea populației localității Novokrasne era vorbitoare de ucraineană (73,96%), existând în minoritate și vorbitori de rusă (18,6%) și română (7,22%).